# Marek Libkow

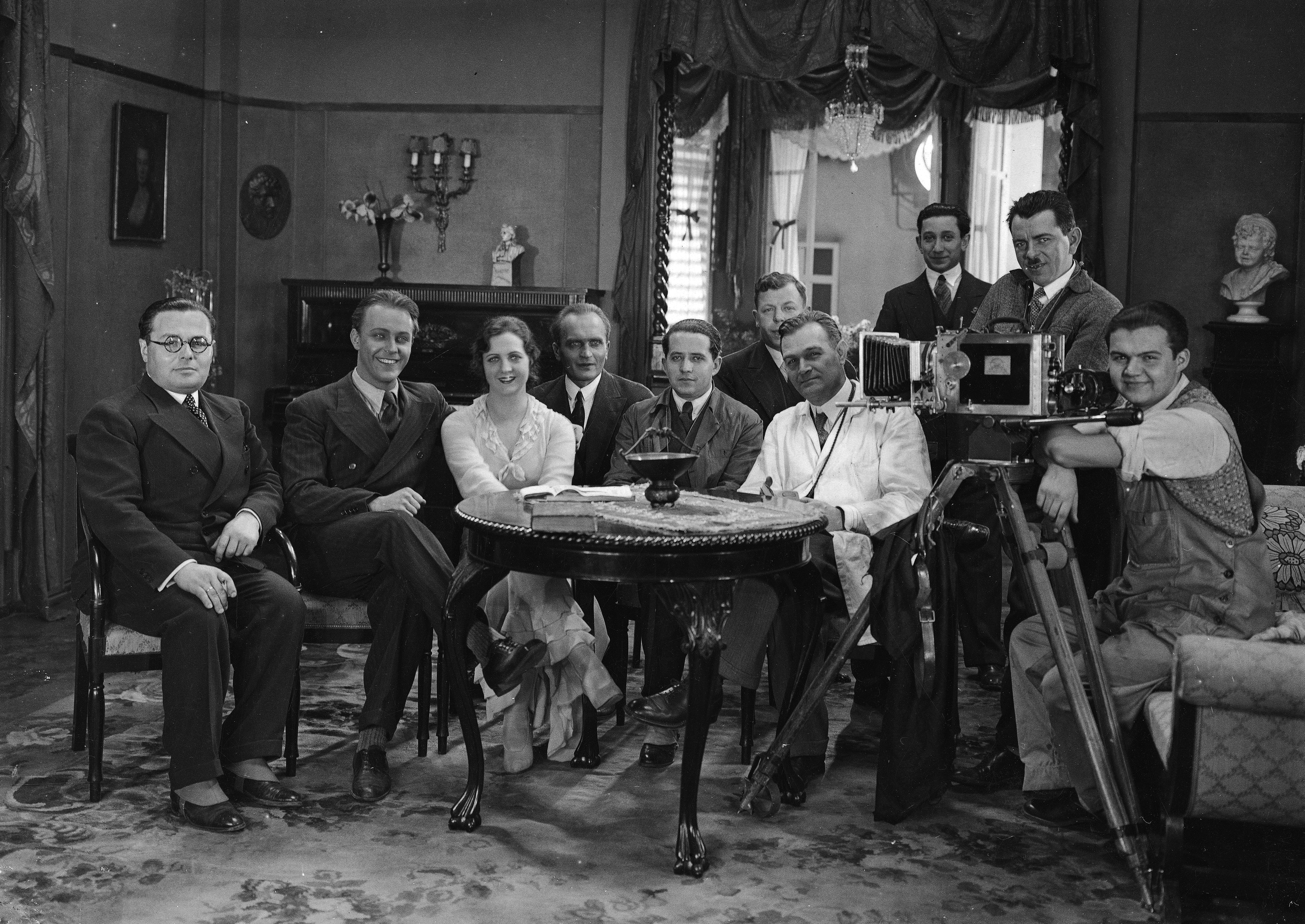
Marek Libkow (pierwszy od lewej) w gronie aktorów i realizatorów filmu "Rok 1914"

Marek Majer Libkow (ur. 15 marca 1890 w Widajciach, zm. 28 marca 1948 w Nowym Jorku) – polski scenarzysta, producent filmowy oraz kierownik produkcji pochodzenia żydowskiego.

## Życiorys
Doświadczenie zawodowe w branży filmowej zdobywał w kinematografii rosyjskiej. Do Polski przybył po zakończeniu I wojny światowej. Począwszy od 1922 roku był założycielem szeregu spółek, zajmujących się produkcją filmową (Gloria, Kineton-Sfinks, Libkow-Sfinks, Pol-Ton-Film, Libkow-Film). Po wybuchu II wojny światowej wyjechał do Stanów Zjednoczonych, gdzie próbował zainteresować amerykańskich producentów wydarzeniami w Polsce. Ostatecznie jego działania w Hollywood oraz Nowym Jorku nie przyniosły oczekiwanego efektu. 
Został pochowany na Forest Lawn Memorial Park w Los Angeles.

## Filmografia
- Mocny człowiek (1929) - kierownik produkcji
- Na Sybir (1930) - kierownik produkcji
- Rok 1914 (1932) - kierownik produkcji
- Pod Twoją obronę (1933) - kierownik produkcji
- Młody las (1934) - kierownik produkcji
- Róża (1936) - producent
- Moi rodzice rozwodzą się (1938) - producent
- Sportowiec mimo woli (1939) - scenariusz, producent
- None shall escape (1944) - konsultant
- The Catman of Paris (1948) - asystent producenta